# Colostygia taurica
Colostygia taurica là một loài bướm đêm trong họ Geometridae.